# Charles Ladmiral
Charles Ladmiral (* 23. Oktober 1970 in Troyes, Frankreich) ist ein französischstämmiger, in Deutschland lebender Filmeditor.
Er ist seit Anfang 2001 im Bereich Filmschnitt tätig, zunächst als Assistent bei der Firma Digital Editors von Alexander Berner. Seit 2005 ist er freiberuflicher Editor. Unter anderem war er für den Schnitt der Erfolgsfilme Fack ju Göhte, Fack ju Göhte 2 und Fack ju Göhte 3 verantwortlich.

## Filmografie (Auswahl)
- 2006: One Way
- 2007: Keinohrhasen
- 2007: Die Jagd nach dem Schatz der Nibelungen (Fernsehfilm)
- 2007: Time of the Comet
- 2008: 1 1/2 Ritter – Auf der Suche nach der hinreißenden Herzelinde
- 2009: Auf der Suche nach dem G-Punkt (Fernsehfilm)
- 2009: Max Schmeling
- 2011: Auschwitz
- 2011: Bloodrayne: The Third Reich
- 2011: Bermuda-Dreieck Nordsee (Fernsehfilm)
- 2011: Türkisch für Anfänger
- 2012: Agent Ranjid rettet die Welt
- 2013: Reiff für die Insel – Katharina und der ganz große Fisch (Fernsehreihe)
- 2013: Ohne Gnade!
- 2013: Fack ju Göhte
- 2014: Irre sind männlich
- 2014: Traumfrauen
- 2015: Fack ju Göhte 2
- 2017: Die Diva, Thailand und wir!
- 2017: Mein Blind Date mit dem Leben
- 2017: High Society
- 2017: Fack ju Göhte 3
- 2018: So viel Zeit
- 2019: Immenhof – Das Abenteuer eines Sommers
- 2019: Dem Horizont so nah
- 2020: Das Boot (Fernsehserie, 2te Staffel)
- 2020: Barbaren (Fernsehserie)
- 2021: Hannes
- 2022: Liebesdings
- 2023: Das fliegende Klassenzimmer
- 2023: Luden: Könige der Reeperbahn (Miniserie, 3 Folgen)